# Podobieństwo (przekształcenie geometryczne)

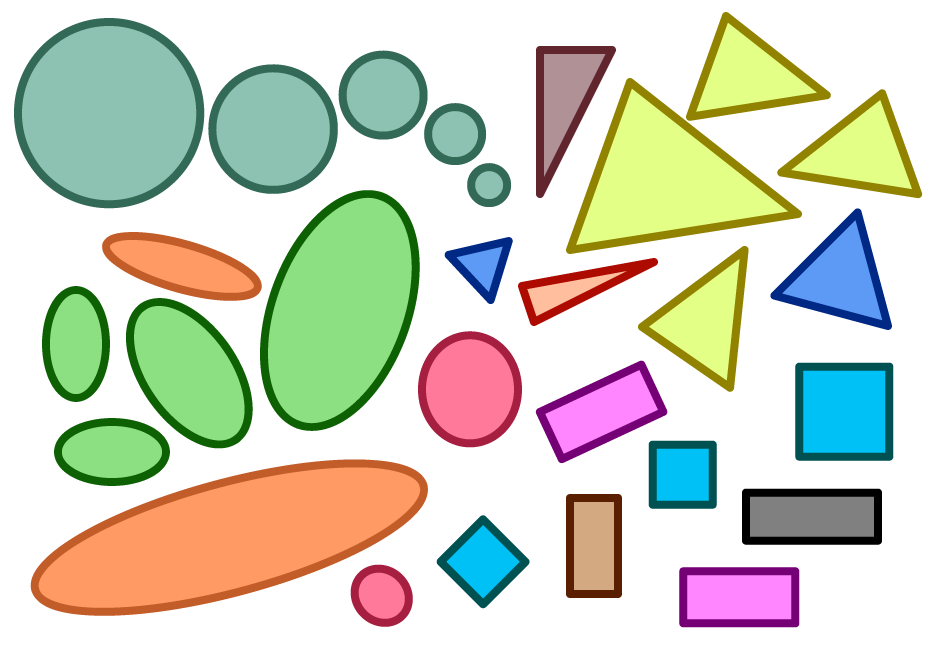
Figury podobne zaznaczono tym samym kolorem

Podobieństwo – przekształcenie geometryczne zachowujące stosunek odległości punktów. Kształt figur jest zachowany, ale ich wielkości mogą się różnić.
Dwie figury geometryczne, dla których istnieje podobieństwo przeprowadzające jedną figurę na drugą, nazywają się figurami podobnymi.
Mianem podobieństwo określa się też relację równoważności między figurami podobnymi.

## Definicja
Podobieństwo to przekształcenie przestrzeni metrycznej {\displaystyle (X,d)} na siebie które dla pewnej liczby {\displaystyle k>0} i dowolnych dwóch punktów {\displaystyle M,N} spełnia zależność:
{\displaystyle d(M',N')=k\cdot d(M,N),}
gdzie punkty {\displaystyle M',N'} są obrazami punktów odpowiednio {\displaystyle M,N,} a {\displaystyle d} – metryką (odległością) dwóch dowolnych punktów zbioru {\displaystyle X.}
Liczbę {\displaystyle k} nazywa się skalą bądź stosunkiem podobieństwa.
Gdy {\displaystyle k=1,} podobieństwo jest izometrią.
W szczególności {\displaystyle X} może być prostą, płaszczyzną lub przestrzenią trójwymiarową ze zwykłą odległością euklidesową.
Podobieństwem nazywa się również relację równoważności zdefiniowaną następująco:
dwie figury są podobne wtedy i tylko wtedy, gdy istnieje podobieństwo przekształcające jedną figurę na drugą.
Często fakt podobieństwa figur {\displaystyle A} i {\displaystyle B} oznacza się symbolicznie jako {\displaystyle A\sim B.}

## Przykłady
Figurami podobnymi są dowolne dwa odcinki, dwa okręgi, koła, sfery, kule, wielokąty foremne o tej samej liczbie boków, wielościany foremne o tej samej liczbie ścian, parabole.

## Własności
- Złożenie podobieństw o skalach {\displaystyle k_{1},k_{2}} jest podobieństwem o skali {\displaystyle k_{1}k_{2}.}
- Przekształcenie odwrotne do podobieństwa o skali {\displaystyle k} jest podobieństwem o skali {\displaystyle {\frac {1}{k}}.}
- Dowolne podobieństwo przestrzeni euklidesowej jest złożeniem izometrii i jednokładności o skali równej skali podobieństwa[1].
- Dowolne podobieństwo niebędące izometrią ma dokładnie jeden punkt stały przekształcenia.

Z definicji oraz powyższych własności wynika, że w figurach podobnych w przestrzeniach euklidesowych:
- stosunek długości odpowiadających sobie odcinków jest równy skali podobieństwa,
- odpowiadające sobie kąty są przystające,
- stosunek pól figur płaskich jest równy kwadratowi skali podobieństwa,
- stosunek objętości figur przestrzennych jest równy sześcianowi skali podobieństwa.

Podobieństwa tworzą grupę przekształceń geometrycznych.

## Klasyfikacja podobieństw
Prosta
Na prostej można wyróżnić następujące rodzaje podobieństw:
- parzyste
  - tożsamość,
  - przesunięcie (translacja);
- nieparzyste
  - jednokładność.

Płaszczyzna
Na płaszczyźnie można wyróżnić następujące rodzaje podobieństw:
- parzyste
  - tożsamość,
  - przesunięcie (translacja),
  - jednokładność,
  - podobieństwo spiralne.
- nieparzyste
  - symetria osiowa,
  - symetria z poślizgiem,
  - symetria dylatacyjna.